# Thédirac
Thédirac település Franciaországban, Lot megyében. Lakosainak száma 298 fő (2022. január 1.). Thédirac Catus, Gindou, Lavercantière, Montgesty, Peyrilles és Uzech községekkel határos.

## Népesség
A település népessége az elmúlt években az alábbi módon változott:
| Lakosok száma | 272  | 267  | 262  | 293  | 317  | 307  | 296  | 290  | 289  | 298  |
|               | 1968 | 1982 | 1990 | 2006 | 2013 | 2015 | 2017 | 2019 | 2020 | 2022 |